# Ordre du Mérite artisanal
L’ordre du Mérite artisanal créé par le décret no 48-969 en date du 11 juin 1948 en France et remplacé par les décrets no 51-1348 du 19 novembre 1951 et no 56-22 du 6 janvier 1956, avait pour but de récompenser le maintien et la qualité du travail artisanal en distinguant les professionnels dont la valeur et le talent contribuaient au rayonnement des activités artisanales. Il fut remplacé par l'ordre national du Mérite après 1963.

## Historique
L'ordre du Mérite artisanal fut créé par le ministre de l'industrie et du commerce le 11 juin 1948 à la suite du décret no 48-969. Il avait pour but de récompenser les personnes ayant contribué au maintien et au développement des activités artisanales.
Le 19 novembre 1951, le décret no 51-1348 abroge en intégralité les décrets du 11 juin 1948, 31 juillet 1948, 8 octobre 1948, 4 septembre 1949 et 30 juin 1950.
À la suite du décret no 63-1196 du 3 décembre 1963 portant création de l'ordre national du Mérite, l'ordre du Mérite artisanal est dissous ; ses titulaires continuent cependant à jouir des prérogatives qui y sont attachées.

## Nomination
Pour pouvoir être reçu dans l'ordre du Mérite artisanal, il faut être âgé de quarante ans, jouir de ses droits et justifier de vingt années de service rendu à l'artisanat. Cependant un candidat plus jeune peut être admis à titre exceptionnel si le conseil de l'ordre y est favorable. Les étrangers peuvent également être admis dans l'ordre suivant les mêmes conditions que les citoyens français.
Chaque nomination est rendue publique par un décret publié dans le Bulletin officiel des décorations, médailles et récompenses.
Tout membre de l'ordre peut en être exclu s'il est déclaré en faillite, en liquidation judiciaire ou à la suite d'une perte des droits civiques.

## Grades

Chevalier
Officier
Commandeur

## Apparence
La croix du Mérite artisanal est une étoile double face à cinq branches unies bordées d'un filet plat ; entre les branches, cinq rayons stylisés, le rayon central dominant, les quatre autres rayons allant en dégradant de chaque côté. La bélière est formée d'une couronne de laurier à laquelle la croix est suspendue. Le motif central comporte à l'avers une effigie de la République française. 
La croix de chevalier est en argent d'un diamètre de 40 mm et est suspendue à un ruban de 37 mm. 
La croix d'officier est de vermeil d'un diamètre de 40 mm et est suspendue à un ruban de 37 mm avec une rosette de 28 mm.
La croix de commandeur est de vermeil d'un diamètre de 60 mm et est suspendue à la cravate.
Le ruban est de 37 mm de largeur, de couleur gris et argent avec trois raies centrales de 2 mm en bleu roi espacées entre elles de 4 mm et à chaque bord une rayure bleu roi de 7,5 mm.

### Décrets
- Décret n°48-969 du 11 juin 1948 instituant le Mérite artisanal.
- Décret n°51-1348 du 19 novembre 1951 Abroge et remplace le décrets 48969 du 11 juin 1948
- Décret no 63-1196 du 3 décembre 1963 portant création d'un ordre national du Mérite.